# Initiative populaire « Élection proportionnelle du Conseil national » de 1918
Cet article concerne l'initiative populaire de 1918. Pour l'initiative homonyme refusée par le peuple en 1910, voir Initiative populaire « Élection proportionnelle du Conseil national » (1910). Pour la liste complète, voir Liste des initiatives populaires en Suisse.
L'initiative populaire « Élection proportionnelle du Conseil national » est une initiative populaire fédérale suisse, approuvée par le peuple et les cantons le 13 octobre 1918.

## Contenu
L'initiative propose de modifier l'article 73 de la Constitution fédérale pour rendre l'élection au Conseil national directe et proportionnelle au lieu du système majoritaire alors en place et d'utiliser les cantons comme base électorale et non plus les arrondissements électoraux.
Le texte complet de l'initiative peut être consulté sur le site de la Chancellerie fédérale.

## Déroulement

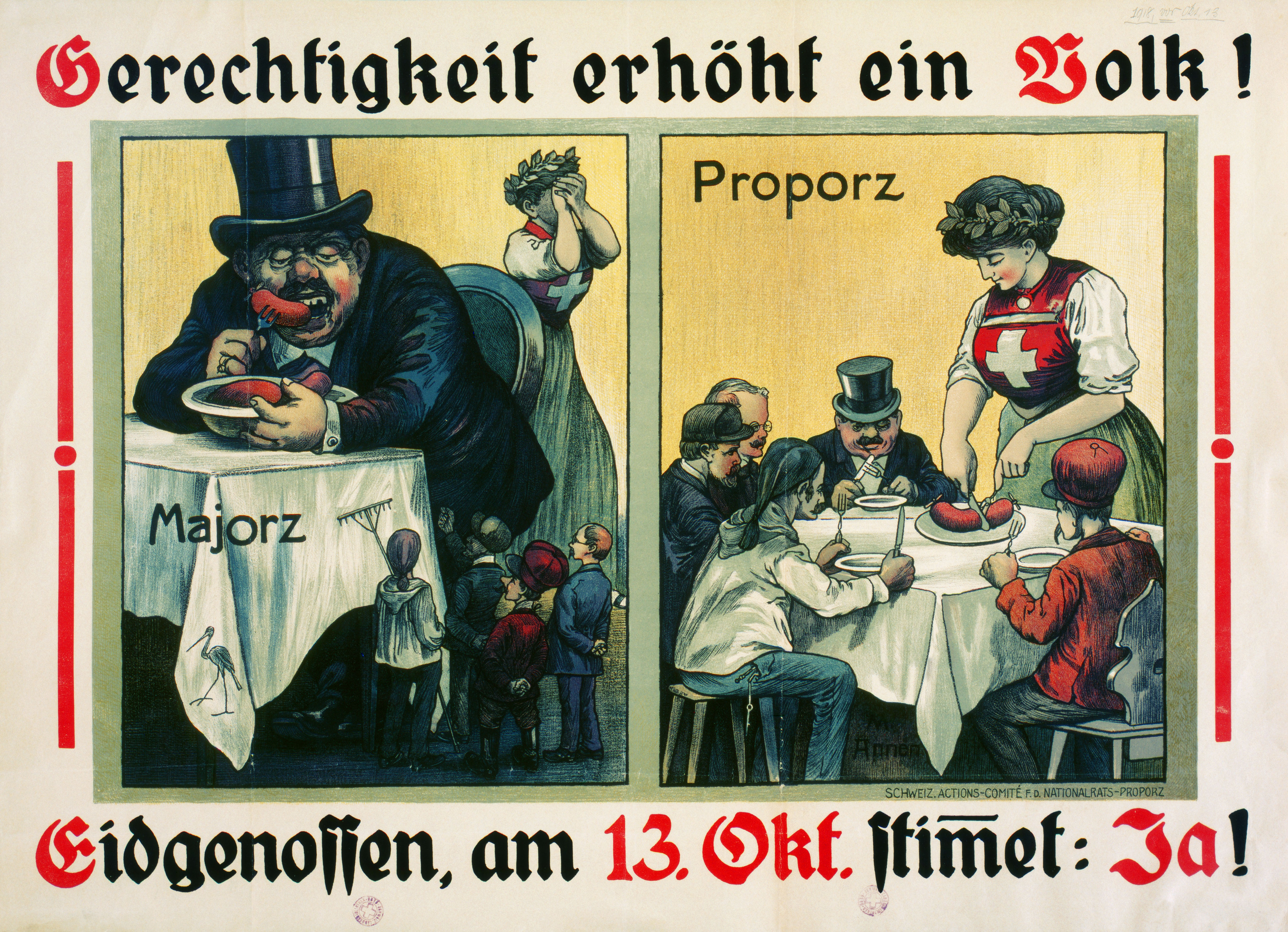
Affiche de propagande en faveur de la proportionnelle.

### Contexte historique
Lors de la création de la Constitution fédérale de 1848 et de sa révision en 1874, le parti radical, largement majoritaire, avait fixé le mode d'élection aux chambres fédérales en favorisant le parti déjà au pouvoir. Dès l'adoption de l'initiative populaire fédérale en 1891, les partis opposants, avec à leur tête le parti socialiste, tentent de modifier cette disposition.
Le 4 novembre 1900, en même temps qu'une initiative proposant d'augmenter le nombre de Conseillers fédéraux et de les élire par le peuple, une première motion visant à élire les Conseillers nationaux selon un mode proportionnel est refusé par près de 60 % des votants. La même question est à nouveau posée lors d'une seconde votation le 23 octobre 1910 avec le même résultat ; cependant, cette seconde fois, la majorité en faveur du rejet de l'initiative n'est plus que de 52 % des voix exprimées.

### Récolte des signatures et dépôt de l'initiative
La récolte des 50 000 signatures nécessaires a débuté le 15 avril 1913. Le 13 août de la même année, l'initiative a été déposée à la chancellerie fédérale qui l'a déclarée valide le 26 septembre.

### Discussions et recommandations des autorités
Le parlement et le Conseil fédéral recommandent le rejet de cette initiative.
Dans son rapport adressé aux Chambres fédérales, le gouvernement met en avant deux motifs principaux pour refuser cette modification : d'une part, il place sur le même plan les votations, réglées à la majorité, et les élections, se refusant d'appliquer des systèmes différents pour les deux catégories ; d'autre part, il remet en cause la pertinence d'offrir une représentativité au sein de l'État aux mouvements visant à sa destruction. Ainsi, « les tendances révolutionnaires qui visent à renverser l'Etat, à changer la forme de l'Etat, à détacher de l'Etat certains territoires, les courants anarchistes, royalistes, irrédentistes, ne méritent point d'être protégés et représentés ».

### Votation
Soumise à la votation le 13 octobre 1918, l'initiative est acceptée par 17 5/2 cantons et par 66,8 % des suffrages exprimés. Le tableau ci-dessous détaille les résultats par cantons :

## Effets
Après l'adoption de l'initiative populaire en octobre, la première revendication de la grève générale de novembre 1918 est la réélection immédiate du Conseil national sur la base de la proportionnalité,.
Lors de la première élection au Conseil national avec le nouveau système électoral en 1919, le parti radical, jusqu'alors largement majoritaire, perd 45 de ses 105 sièges et est forcé de nouer une alliance avec le parti conservateur-catholique (futur PDC) en lui cédant en particulier un second siège au Conseil fédéral. À la suite de la Confédération, les différents cantons qui ne l'avaient pas encore fait changent également leur mode de scrutin, à l'exception des cantons d'Appenzell Rhodes-Intérieures et Extérieures, d'Uri et des Grisons qui, en 2009, utilisent toujours le système majoritaire.